# Ablaincourt-Pressoir
Ablaincourt-Pressoir település Franciaországban, Somme megyében. Lakosainak száma 268 fő (2022. január 1.). Ablaincourt-Pressoir Estrées-Deniécourt, Chaulnes, Berny-en-Santerre, Fresnes-Mazancourt, Soyécourt, Vermandovillers, Marchélepot-Misery és Hypercourt községekkel határos.

## Népesség
A település népességének változása:
| Lakosok száma | 224  | 185  | 206  | 258  | 278  | 272  | 266  | 266  | 267  | 268  |
|               | 1968 | 1982 | 1990 | 2006 | 2013 | 2015 | 2017 | 2019 | 2020 | 2022 |